# Joseph-Étienne Guinard
Joseph-Étienne Guinard, né à Maskinongé (Québec) le 16 octobre 1864 et mort en 1965, est un missionnaire de la congrégation des Oblats de Marie-Immaculée. Le père Guinard est surtout connu pour son rôle d'évangélisateur auprès des Amérindiens de la Haute-Mauricie, particulièrement ceux de la tribu des Attikameks et des Têtes-de-Boules.

## Biographie
Quatrième d’une famille de dix enfants, il est le fils d’Olivier Guinard, un cultivateur prospère, et de Marie Ross, de descendance écossaise.
Joseph-Étienne Guinard fait ses études classiques au séminaire Saint-Joseph de Trois-Rivières. En 1887 il se joint à la communauté des Oblats. Il est ordonné prêtre en décembre 1891, par Joseph-Thomas Duhamel, deuxième évêque d'Ottawa.
Il se rend d'abord à la baie James, où les Oblats ont établi des missions. À Fort Albany (Ontario), il fonde la première résidence permanente, avec le père Fafard et le frère Grégoire Lapointe. Puis il est assigné à Weenisk (situé à l'embouchure de la rivière Weenisk, en Ontario), 644 km plus au nord, sur le versant ouest de la baie James. L'année suivante, il fonde le poste d'Arrawapiscat, à mi-chemin entre Weenisk et Albany (situé à l'embouchure de la rivière Albany, qui se jette dans la baie James, en Ontario).
En 1898, le père Guinard est assigné à Maniwaki. Sa fonction est de superviser l'édition d'un catéchisme en langue crie. Il remplace alors le père Jean-Pierre Gueguen, qui s'est dévoué longtemps auprès des Têtes-de-Boule de la Haute-Mauricie. De 1907 à 1928 il est chargé de la mission de Waswanipi (plus au nord et difficilement accessible), en remplacement du père Lemoine. Avant la construction du Chemin de fer transcontinental (qui atteint Hervey-Jonction en 1907, La Tuque en 1909, Senneterre en 1912, Amos en 1913, et La Sarre en 1917), la seule voie de ravitaillement de Waswanipi était via Fort Rupert, au bord de la baie James. Lors des travaux de construction du Chemin de fer transcontinental, il est interprète entre fonctionnaires et Amérindiens.
Il évangélise aussi des tribus amérindiennes du Saguenay, notamment celle de Pointe-Bleue, sur la rive ouest du lac Saint-Jean.
Pendant les trente ans où il se consacre aux missions cries et algonquines de l’Est, en Haut-Saint-Maurice, il perfectionne sa maîtrise des langues amérindiennes. En 1960, paraît l’ouvrage Les noms indiens de mon pays : Leur signification, leur histoire, dans lequel il se porte à la défense des langues amérindiennes.
Il a aussi rédigé ses mémoires en 1943 au cours d’une année de ressourcement à la demande de son supérieur, le père Eugène Guérin. L’ethnologue Serge Bouchard a signé une présentation de ses Mémoires d’un père oblat (réédités sous le titre des Mémoires d’un simple missionnaire : le père Joseph Étienne Guinard, 1864-1965), qui propose une mise en contexte remarquable de la contribution de Guinard et de son époque.
Au moment d’écrire Les noms indiens de mon pays, en 1960, il est le doyen des oblats canadiens et un des plus vieux prêtres du monde. Il meurt en 1965.